# Dovenir Domingues Neto
Dovenir Domingues Neto, noto semplicemente come Neto (Uberlândia, 5 settembre 1981), è un ex giocatore di calcio a 5 brasiliano, campione del mondo con la nazionale brasiliana nel 2012.

## Biografia
Nel 2017 gli viene diagnosticato un tumore al cervello; quaranta giorni dopo l'operazione ritorna in campo.

## Carriera
Dopo aver annunciato il ritiro al termine della stagione 2017, due anni più tardi ritorna in campo per aiutare la squadra della sua città natale, il Praia Clube, neopromossa nella Liga Nacional. Nel dicembre del 2020 si trasferisce al C.M.B. con il quale debutta nella Serie A italiana. Ritornato al Praia Clube al termine della stagione sportiva, gioca ancora per una stagione e mezza prima di annunciare il ritiro definitivo nel marzo del 2023.

## Palmarès

### Competizioni nazionali
- Campionato brasiliano: 1

Ulbra: 2003
- Campionato spagnolo: 2

Interviú: 2004-05, 2007-08
- Supercoppa di Spagna: 3

Interviú: 2005, 2007, 2008

### Competizioni internazionali
- Coppa UEFA: 2

Interviú: 2005-06, 2008-09
- Coppa Intercontinentale: 4

Interviú: 2005, 2006, 2007, 2008
- Coppa delle Coppe: 1

Interviú: 2008

### Individuali
- Pallone d'oro FIFA: 1

2012